# Dock (Apple)
Pour les articles homonymes, voir Dock.
Le Dock est une fonctionnalité de l'environnement graphique de macOS, système d'exploitation d'Apple. Cette fonctionnalité est cependant similaire à ce que se trouve sur d'autres systèmes d'exploitations, comme la barre des tâches de Microsoft Windows et des éléments similaires sous Linux. Il s'agit d'une barre située par défaut en bas de l'écran, qui contient toutes les icônes des applications, dossiers ou fichiers favoris de l'utilisateur. Cette zone contient également la corbeille.
Le concept du Dock a été popularisé par NeXTSTEP, le système d'exploitation ayant notamment servi de base à Mac OS X. Toutefois, son origine remonte aux premières versions du système d'exploitation RISC OS de Acorn Computers, sorti en 1987. Le dock s'appelait alors "Iconbar". Les systèmes de fichiers montés et d'autres choses (comme l'imprimante) étaient iconifiés à gauche de l'Iconbar. La partie droite était, quant à elle, réservée aux applications en exécution. Des fichiers pouvaient être glissés-déplacés sur cette barre.
Une barre d'applications également appelée "Dock" est présente sous iOS et iPadOS.

## Apparence
Le Dock contient dans sa zone gauche les icônes des applications favorites de l'utilisateur, qu'il suffit de cliquer pour lancer. Les applications en cours d'exécution se distinguent par la présence d'un petit point ou triangle noir ou blanc selon les versions (rond blanc translucide sous Mac OS X 10.5) sous leur icône, et apparaissent automatiquement dans le Dock quand bien même elles n'étaient pas présentes dans le Dock avant d'être lancées (elles disparaissent aussitôt l'application quittée). En particulier, le gestionnaire de fichiers de macOS, appelé Finder, est considéré comme constamment en cours d'exécution, son icône est donc toujours présente à l'extrémité gauche du Dock et ne peut en être supprimée, pas plus que la Corbeille qui se trouve en permanence à l'extrémité droite du Dock,
Au fur et à mesure que des applications qui n'étaient pas présentes dans le Dock sont lancées, ce dernier s'agrandit pour pouvoir contenir leur icône. Lorsque le Dock a utilisé toute la largeur disponible (ou la hauteur selon sa position sur l'écran), il réduit la taille de chacune de ses icônes pour éventuellement continuer à s'agrandir. Au fur et à mesure que des applications dont les icônes n'étaient pas présentes dans le Dock sont quittées, le Dock retrouve sa taille initiale.
Le Dock est centré, contrairement à la barre des tâches Windows qui, avant la version Windows 11, était toujours alignée sur la gauche.

## Fonctionnalités
Pour certaines applications, un clic droit (ou clic + Contrôle) sur leur icône dans le Dock permet d'accéder à leurs fonctionnalités principales (lecture ou avance rapide pour iTunes, relever le courrier ou rédiger un message pour Mail, par exemple). Cela permet également d'afficher une liste des fenêtres actuellement ouvertes dans l'application.
Il est possible de naviguer entre applications ouvertes via le raccourci clavier Commande + Tab qui bascule vers la dernière application utilisée. En maintenant la touche Commande enfoncée, les icônes de toutes les applications ouvertes apparaîtront au centre de l'écran, triées par ordre de dernière utilisation, permettant de naviguer via Tabulation ou Majuscule + Tabulation (pour naviguer en sens inverse) jusqu'à l'application voulue avant de relâcher Command. Cette fonctionnalité est très similaire au Alt-Tab de Windows, mais en moins précis puisque Alt-Tab navigue entre toutes les fenêtres alors que Commande-Tab ne navigue qu'entre les applications (qui peuvent avoir plusieurs fenêtres ouvertes).

## Fichiers, dossiers, fenêtres réduites et Corbeille
La zone droite du Dock peut contenir des raccourcis vers des fichiers ou des dossiers. Un clic droit (ou clic + Commande) sur une icône de dossier permet de consulter le contenu de celui-ci rapidement.
Cette zone contient par ailleurs les éventuelles fenêtres réduites, en affichant une miniature de celles-ci avec au premier plan l'icône de l'application à laquelle elles appartiennent.
Enfin, la zone droite du Dock contient également l'icône de la corbeille, dans laquelle on peut placer par glissé-déposé les fichiers ou dossiers dont on souhaiterait se débarrasser. Lorsqu'un volume (disque dur externe, disque optique, serveur distant, etc.) est glissé saisi par le pointeur, la Corbeille devient un signe d'éjection, permettant d'éjecter ou de déconnecter le volume.

## Personnalisation
Mis à part les icônes du Finder et de la Corbeille, placées aux extrémités du Dock, l'utilisateur peut ajouter et supprimer de ce dernier toutes les icônes d'applications, de dossiers et de fichiers qu'il souhaite, par glissé-déposé. Pour ajouter une application au Dock, il suffit de glisser son icône dans la zone gauche de celui-ci. Pour effectuer l'opération inverse, il suffit de glisser l'icône hors du Dock, et celle-ci disparaît dans un petit « pouf » de fumée. Cette fonctionnalité a été critiquée par Bruce Tognazzini comme déroutante. L'ordre des icônes peut également être modifié par glissé-déposé.
L'utilisateur peut choisir la position du Dock sur l'écran (gauche, bas ou droite). Certaines applications de tierce partie permettent à l'utilisateur de placer le Dock en haut de l'écran, sous la zone unique de menu, et/ou d'annuler l'alignement par défaut au centre du côté.
Il est aussi possible de masquer automatiquement le Dock, et de ne le faire apparaître uniquement lorsque l'utilisateur place le curseur sur le côté de l'écran où le Dock est censé se tenir. Cette fonctionnalité est notamment accessible par le raccourci clavier Commande + Option + D.
Enfin, la taille, l'agrandissement lors du survol des icônes et le type de réduction des fenêtres peuvent être modifiés.
Jusqu'à Mac OS X Lion, il était possible de modifier facilement le fond du dock, chose impossible sous Mountain Lion...

## Critiques
Bruce Tognazzini, un ancien employé d'Apple, a émis plusieurs critiques envers le Dock de macOS. Entre autres, il relève le fait que le Dock utilise trop d'espace vertical sur l'écran, que les positions de icônes sont susceptible de changer lorsque de nouvelles applications sont ouvertes, et que les fichiers épinglés au Dock sont impossibles à distinguer car ils ont la même icône tant qu'ils sont du même type.
Le Dock est très réduit en termes de fonctionnalité par rapport à la barre des tâches de Windows. Il n'est par exemple pas possible d'afficher des étiquettes pour les icônes des fenêtres ouvertes, pas plus que de séparer les icônes de fenêtres distinctes d'une même application : cliquer sur une icône du Dock ouvre en même temps toutes les fenêtres de l'application.

## Alternatives
Un dispositif plus ou moins comparable existe dans la plupart des autres systèmes d'exploitation, il s'agit de la  barre des tâches, qui existe dans Windows et dans certains environnements graphiques pour Linux, notamment KDE et GNOME, qui y ajoutent un menu central permettant de naviguer dans l'ordinateur, ainsi que l'accès à plusieurs bureaux virtuels.
Il existe par ailleurs des logiciels commerciaux ou gratuits, qui permettent de reproduire le Dock d'OS X dans Windows. Il existe par exemple RK Launcher, ou bien X-Windows Dock. D'autres projets similaires sont disponibles sous GNU/Linux comme le Cairo-dock ou Avant Window Navigator (site officiel).

## Étymologie
Dock est un mot anglais désignant l'endroit dans les ports maritimes où les bateaux déchargent leur fret et subissent diverses opérations d'entretien ou réparations.